# Copa da Liga Alemã
A Premiere Ligapokal (em alemão, Deutscher Fußball-Bund-Ligapokal ou DFB-Ligapokal), ou Copa da Liga Alemã, foi uma competição alemã de futebol que acontecia antes do começo da temporada da Bundesliga. Em 2005, a Copa passou a incluir o Premiere em seu nome por causa do novo patrocinador, uma rede de televisão de canal a cabo da Alemanha.

## Formato
A Ligapokal era jogada entre seis equipes: os quatro primeiros da Bundesliga, o campeão da DFB-Pokal e o campeão da segunda divisão alemã. Se um time está duplamente classificado ganhando a Copa Alemã, o quinto colocado da Bundesliga participará.
O torneio é disputado no sistema mata-mata com 3 fases com dois jogos na 1ª e 2ª fase, e a final em apenas um jogo. Atualmente o campeão da Bundesliga e o campeão da Copa da Alemanha entram direto na segunda fase da competição. Se o campeão de Bundesliga também for o vencedor de copa, o vice-campeão da Bundesliga jogará a primeira fase. Os quatro times restantes disputam uma partida para decidir quem se classifica para a próxima fase. Todas as partidas acontecem em campos neutros (não tem casa e fora) com penalidades seguindo imediatamente se a partida está empatada.

## História
O Ligapokal foi jogado como um evento sem igual em 1972 porque as Olimpíadas em Munique tinham causado um adiamento da temporada regular. Até 1996 havia uma única partida entre os campeões alemães (Deutscher Meister) e vencedores das copas alemãs que foi chamado de Supercopa alemã e segue o molde da competição inglesa FA Community Shield. Em 1997 isto foi estendido a uma competição de copa que consiste em seis times, o cinco melhores times  da Bundesliga mais os vencedores da copa alemã, com os dessa copa e eles já entravam nas semifinais. Se o vencedor da copa estivesse entre os cinco primeiros da liga, o 6º colocado foi escolhido para participar e o formato foi ajustado adequadamente. A última edição aconteceu em 2007.